# Ligne de Kecskemét à Szolnok
La ligne de Szolnok à Kiskunfélegyháza ou ligne 145 est une ligne de chemin de fer de Hongrie. Elle relie Szolnok à Kiskunfélegyháza.